# حمام الحاج إبراهيم بن محمد
حمّام الحاج إبراه‍يم بن محمد   هما حمامان واحد للرجال وآخر للنساء وهما من حمامات بغداد العامة القديمة، ويقعان في  الجانب الغربي  من بغداد قريبين من مقام جعفر الصادق والساقية المتصلة من دجلة  إلى الحمامين.
والحاج إبراهيم بن محمد (المشهور باليتيم) وقف الحمام المشتمل على مسبحي الرجال والنساء الواقع في الجانب الغربي من بغداد دار السلام مع البئر الواقعة على نهر دجلة غربي مقام جعفر الصادق مع الساقية المتصلة بالحمامين وجميع المنزل الواقع مقابل الحمامين والدكاكين الثلاثة الواقعات في طرف الحمام. اشير إليهما بالوقفية المؤرخة في 24 جمادي الأولى سنة 1117ه‍ .